# Gilbert de Choiseul du Plessis-Praslin
Pour les autres membres de la famille, voir Famille de Choiseul.
Gilbert de Choiseul du Plessis Praslin, né en 1613 et mort le 31 décembre 1689 à Tournai, est un homme d'Église français du XVIIe siècle. Il est évêque de Comminges de 1644 à 1670, puis évêque de Tournai de 1669 à sa mort.

## Biographie

### Origines et famille
Gilbert de Choiseul du Plessis-Praslin descend de la Maison de Choiseul, une famille noble originaire de Choiseul dans la Haute-Marne, et qui descend des comtes de Lanques. Cette illustre famille a fourni un nombre important de serviteurs au royaume de France, cinq maréchaux, un cardinal, deux évêques, et plusieurs hommes d’État. Son origine remonte au XIIe siècle.
Son père, Ferry II de Choiseul, est le troisième fils de Ferry Ier de Praslin, à l'origine de la branche, Choiseul-Praslin de la Maison de Choiseul. Il est le neveu de Charles de Choiseul-Praslin (1563-1626), maréchal de France.
Son frère, César de Choiseul du Plessis-Praslin (1598-1678), sera maréchal de France sous le règne de Louis XIV.

### Évêque de Comminges et de Tournai

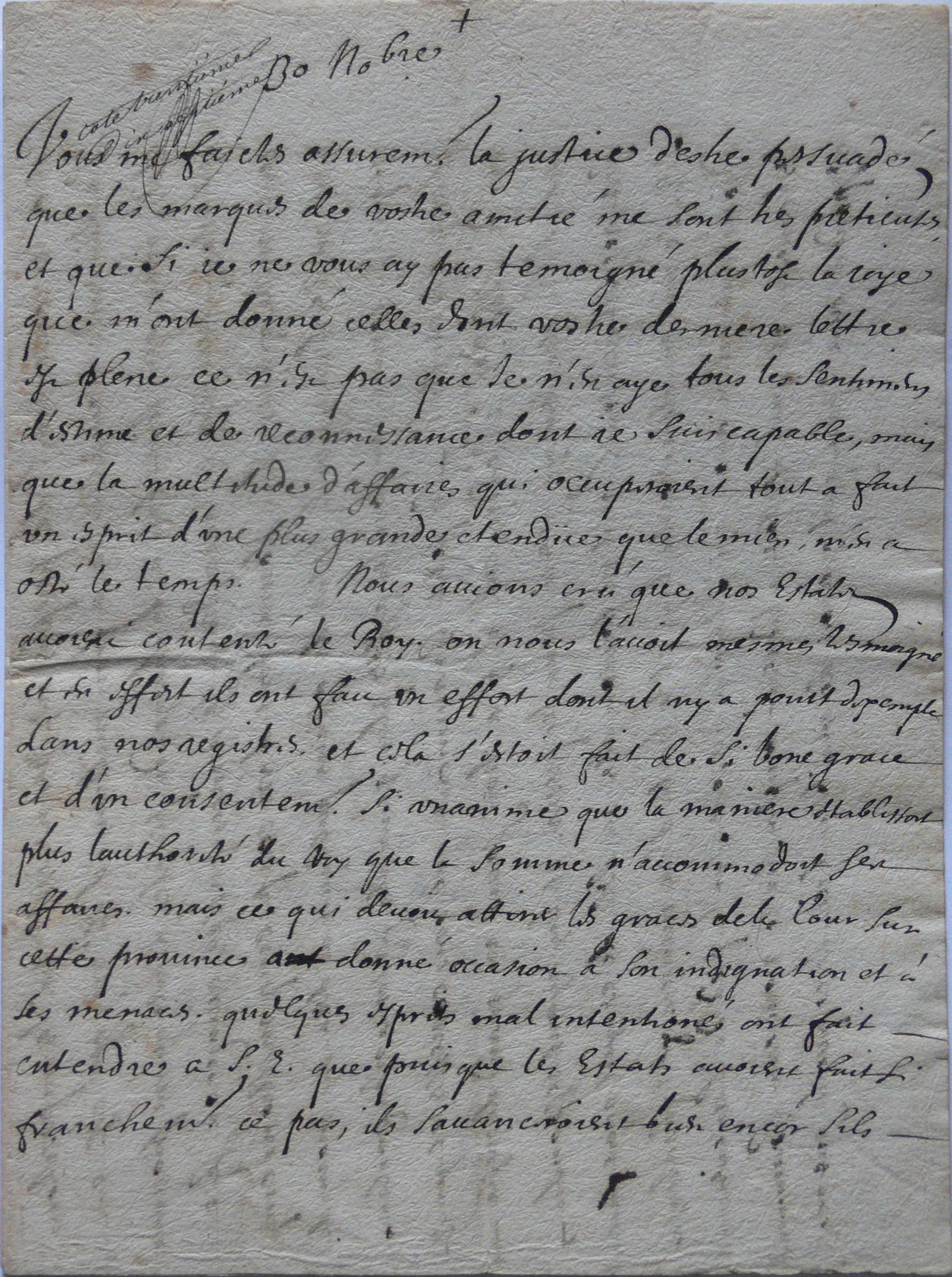
Lettre à Arnauld de Pomponne, 1659

Il se consacre dès sa jeunesse à l'état ecclésiastique, tandis que son frère César opte pour la carrière militaire. Gilbert de Choiseul obtient le titre de docteur en théologie à la Sorbonne en 1640, et est nommé évêque de Comminges en 1644. Il est consacré le 8 avril 1646. Une fois sur place, il entreprend la visite de son diocèse, rétablit la discipline parmi le clergé, et se consacre à l'établissement d'écoles et collèges. En temps de famine, il met en gage ses propres biens pour aider les pauvres, et pendant l'épidémie de peste il continue à exercer son ministère en personne pour les malades, jusqu'à ce qu'il soit lui-même atteint par la maladie.
Le 23 juillet 1669, Louis XIV le choisit pour être le premier évêque de Tournai, après la conquête de la ville sur les Espagnols. Confirmé dans son poste le 22 décembre 1670 à Tournai, il construit un séminaire. Il occupe ce siège épiscopal jusqu'à sa mort en 1689.

### Prises de positions personnelles et «l'affaire de la régale»
Son influence sur les affaires ecclésiastiques de France sera plus mitigé. Quand, en 1651, la majorité des évêques français envoient une lettre au pape Innocent X pour lui demander de se prononcer sur les dix propositions de Jansénius, Choiseul est parmi les onze évêques qui demandent au Saint-Père, par lettre spéciale, de ne pas émettre d'avis dans l'affaire. Incapable d'éviter une condamnation formelle des jansénistes, il s'efforce de parvenir à une entente entre les partis en présence. Il correspond avec plusieurs proches des jansénistes, comme Simon Arnauld de Pomponne. Sa position envers le gallicanisme est plus claire. Pour sa défense hardie et constante des « libertés gallicanes », il est choisi, à l'Assemblée du clergé de 1682, comme membre du comité des résolutions, et est personnellement chargé de formuler en latin les propositions sur lesquelles l'Assemblée devra voter.
En 1673, Louis XIV étend à tout son royaume le droit de régale. Deux évêques seulement protestent contre l'usurpation et en appellent à Rome. C'est le début d'une lutte opiniâtre entre Innocent XI et Louis XIV. Pour obtenir l'approbation du peuple et le soutien de son clergé, et imposer des limites à la puissance pontificale, le roi, à l'instance de son ministre principale Colbert, convoque le clergé français en assemblée générale. Choiseul n'a pas fini de présenter son projet que Bossuet s'élève déjà contre ce dernier. Une vive discussion s'ensuit, elle est reproduite dans son intégralité par Fénelon dans son De auctoritate Summi Pontificis. Lorsque Choiseul s'aperçoit que la position conciliante défendue par Bossuet, consistant à faire une distinction entre l'infaillibilité du Saint-Siège dans l'enseignement de la foi et son indéfectibilité à la tenir, trouvait grâce auprès des membres du clergé et de la Cour, il démissionne de sa commission spéciale. Bossuet prend sa place et rédige les quatre articles tels qu'ils sont passés à la postérité.
Le penchant de Choiseul pour le jansénisme le conduit à faire un nouveau faux pas. Il approuve la traduction française d'un petit livre publié à Cologne sous le titre « Monita salutaria Beatae Mariæ Virginis ad suos cultores discretos ». Ce livre, que Choiseul fait publier dans une lettre pastorale sur la Sainte-Vierge, est une justification de sa conduite. Heureusement, l'attitude de ce prélat envers le gallicanisme et le jansénisme n'a pas d'incidence sur son zèle pour le service de l'Église. Il a publié ses « Mémoires Touchant la Religion » (Paris, 1681-1685), contre les athées, les libertins et les protestants. Ses « Psaumes et hymnes de l’Église », fait en français, sont édités à plusieurs reprises. Il a également relu et arrangé les mémoires de son frère, le Maréchal du Plessis-Praslin.

### Jugement et postérité
La Grande Mademoiselle dira de lui « c'est un homme pour qui j'ai beaucoup d'estime ». Il s'est montré solidaire de  Caulet et Pavillon dès 1653 au moment de la réception de la bulle Cum occasione.
Dangeau : « M. l'évêque de Tournay est mort aujourd'hui à Paris ; il étoit frère du feu maréchal du Plessis, avoit été évêque de Comminges, et étoit sous-doyen des évêques de France. Il n'avoit point d'autres bénéfices. »

## Ouvrages
- Gilbert de Choiseul du Plessis-Praslin, Eclaircissement touchant le légitime usage de toutes les parties du sacrement de pénitence sur Google Livres, N. de Rache, 1679
- Gilbert de Choiseul du Plessis-Praslin, Mémoires touchant la Religion sur Google Livres, Lyon, 1680
- Gilbert de Choiseul du Plessis-Praslin, Le vrai système de la religion chrétienne et catholique pour la consolation des fidèles et la confusion des ennemis de l'Eglise sur Google Livres, impr. de J. B. de Moitemont, 1689